# Equipo de Copa Davis de los Estados Unidos
El Equipo estadounidense de Copa Davis es el representativo de Estados Unidos en la máxima competición a nivel de naciones del tenis. Su organización está a cargo de la United States Tennis Association.

## Historia
Estados Unidos junto a Gran Bretaña fueron los primeros países en disputar la Copa Davis en el 1900 cuando aún se llamaba International Lawn Tennis Challenge.
El equipo estadounidense obtuvo 32 veces la ensaladera de plata, siendo el máximo ganador en la competición y fue finalista en 29 ocasiones.
Desde que se incorporó el Grupo Mundial en 1981, Estados Unidos solo faltó en una oportunidad al mismo, en la edición de 1988.

### Victorias y derrotas
|           | Total | Tierra | Carpeta | Césped | Dura | Indoor | Outdoor |
| --------- | ----- | ------ | ------- | ------ | ---- | ------ | ------- |
| Victorias | 202   | 58     | 19      | 71     | 43   | 33     | 158     |
| Derrotas  | 61    | 22     | 8       | 24     | 5    | 13     | 46      |

## Final 2007
El equipo estadounidense se enfrentó en la final a Rusia.La serie tuvo como sede el Memorial Coliseum de Portland, Oregón, Estados Unidos y se disputó entre el 30 de noviembre y el 2 de diciembre.
El primer partido lo disputaron el viernes 30 de noviembre Andy Roddick(Estados Unidos) y Dmitri Tursúnov(Rusia).El mismo terminó con un triunfo del estadounidense en sets corridos:6-4 6-4 6-2, que puso la serie 1-0 a favor de los locales.El segundo encuentro,que también se jugó el viernes,tuvo lugar entre James Blake (Estados Unidos) y Mijaíl Yuzhny(Rusia) y terminó con la victoria del estadounidense en cuatro sets,tres de los cuales fueron en tie-break:6-3 7-6(4) 6-7(3) 7-6(3).
Al finalizar el primer día Rusia estaba 2-0 abajo,en el peor escenario posible, por lo que estaba obligado a ganar el dobles del sábado 1.º de diciembre.En dicho encuentro se enfrentaron las parejas Bob Bryan/Mike Bryan(Estados Unidos) y Nikolái Davydenko/Ígor Andréiev. La victoria fue para los estadounidenses por 7-6(4) 6-4 6-2.Esta victoria puso la serie 3-0,dándole así la victoria en la serie y en el torneo a los Estados Unidos. Este país levantó por trigesimosegunda vez la Copa Davis.
La serie finalizó 4-1, luego de que cada equipo ganara uno de los dos partidos de relleno que quedaban para el domingo 2.

## Actualidad
En la Copa Davis 2008, Estados Unidos tuvo debut exitoso ante Austria como visitante sobre canchas de polvo de ladrillo. En cuartos de final venció rápidamente al equipo francés sobre canchas duras en la ciudad de Winston-Salem, con un 4-1 final.
En semifinales debió enfrentar al poderoso equipo español sobre canchas de polvo de ladrillo en Madrid ante 22.000 personas. Además, por primera vez no contó con su cuarteto titular debido a las lesiones de James Blake y Bob Bryan, reemplazados por Sam Querrey y Mardy Fish respectivamente. A pesar de que los singlistas dieron lucha (sobre todo Querrey en el primer punto ante el N.º 1 del mundo, Rafael Nadal y Andy Roddick ante el N.º 5, David Ferrer, en el segundo punto) y una buena victoria en el dobles, Estados Unidos no pudo contra la excepcional jerarquía del equipo español sobre canchas lentas quien lo terminó derrotando por un 4-1 final.

### Plantel
| Jugador        | Individuales | Dobles |
| -------------- | ------------ | ------ |
| John Isner     | 15 - 11      | 2 - 0  |
| Ryan Harrison  | 2 - 2        | 3 - 0  |
| Jack Sock      | 4 - 3        | 3 - 0  |
| Steve Johnson  | 1 - 3        | 4 - 0  |
| Sam Querrey    | 10 - 9       | 1 - 0  |
| Bob Bryan      | 4 - 2        | 25 - 5 |
| Mike Bryan     | 0 - 1        | 27 - 5 |
| Frances Tiafoe | 0 - 2        | 0 - 0  |

## Uniformes
| Segundo de Juego. | Tercero de Juego. |  |  |  |  |  |  |  |